# Krásné Údolí
Pour les articles homonymes, voir Krásné.
Krásné Údolí (en allemand : Schönthal) est une commune du district et de la région de Karlovy Vary, en République tchèque. Sa population s'élevait à 388 habitants en 2021.

## Géographie
Krásné Údolí se trouve à 5 km à l'ouest-nord-ouest de Toužim, à 19 km au sud-sud-est de Karlovy Vary et à 109 km à l'ouest de Prague.
La commune est limitée par Útvina au nord, à l'est et sud, par Otročín au sud-ouest et par Chodov à l'ouest.

## Histoire
La première mention écrite de la localité date de 1488.